# شان فرانسیس (بازیکن فوتبال)
شان فرانسیس (انگلیسی: Sean Francis؛ زادهٔ ۱ اوت ۱۹۷۲) بازیکن فوتبال اهل انگلستان است.
از باشگاه‌هایی که در آن بازی کرده‌است می‌توان به باشگاه فوتبال شامروک روورز، باشگاه فوتبال نورث‌همپتون تاون، باشگاه فوتبال ووستر سیتی و باشگاه فوتبال بیرمنگام سیتی اشاره کرد.
وی همچنین در تیم ملی فوتبال لیگ ایرلند یازدهم بازی کرده‌است.